# Delfini di Francia
Elenco dei Delfini di Francia (1349-1830).

## Valois
| Nº | Ritratto | Nome (nascita–morte)      | Periodo come Delfino | Periodo come Delfino | Genitori                                   | Consorte (Delfina)                              | Note                                                         |
| Nº | Ritratto | Nome (nascita–morte)      | Inizio               | Fine                 | Genitori                                   | Consorte (Delfina)                              | Note                                                         |
| -- | -------- | ------------------------- | -------------------- | -------------------- | ------------------------------------------ | ----------------------------------------------- | ------------------------------------------------------------ |
| 1  |          | Carlo (1338–1380)         | 16 luglio 1349       | 8 aprile 1364        | Giovanni II di Francia Bona di Lussemburgo | Giovanna di Borbone                             | Duca di Normandia; ascende al trono con il nome di Carlo V   |
| 2  |          | Carlo (1368–1422)         | 3 dicembre 1368      | 16 settembre 1380    | Carlo V di Francia Giovanna di Borbone     | –                                               | Ascende al trono con il nome di Carlo VI                     |
| 3  |          | Carlo (1386)              | 26 settembre 1386    | 28 dicembre 1386     | Carlo VI di Francia Isabella di Baviera    | –                                               |                                                              |
| 4  |          | Carlo (1392–1401)         | 6 febbraio 1392      | 13 gennaio 1401      | Carlo VI di Francia Isabella di Baviera    | –                                               | Duca d'Aquitania                                             |
| 5  |          | Luigi (1397–1415)         | 13 gennaio 1401      | 18 dicembre 1415     | Carlo VI di Francia Isabella di Baviera    | Margherita di Borgogna                          | Duca d'Aquitania                                             |
| 6  |          | Giovanni (1398–1417)      | 18 dicembre 1415     | 5 aprile 1417        | Carlo VI di Francia Isabella di Baviera    | Giacomina di Hainaut                            | Duca di Turenna                                              |
| 7  |          | Carlo (1403–1461)         | 5 aprile 1417        | 21 ottobre 1422      | Carlo VI di Francia Isabella di Baviera    | Maria d'Angiò                                   | Conte di Ponthieu; ascende al trono con il nome di Carlo VII |
| 8  |          | Luigi (1423–1483)         | 3 luglio 1423        | 22 luglio 1461       | Carlo VII di Francia Maria d'Angiò         | (1) Margherita di Scozia (2) Carlotta di Savoia | Ascende al trono con il nome di Luigi XI                     |
| 9  |          | Francesco (1466)          | 4 dicembre 1466      | 4 dicembre 1466      | Luigi XI di Francia Carlotta di Savoia     | –                                               |                                                              |
| 10 |          | Carlo (1470–1498)         | 30 giugno 1470       | 30 agosto 1483       | Luigi XI di Francia Carlotta di Savoia     | –                                               | Ascende al trono con il nome di Carlo VIII                   |
| 11 |          | Carlo Orlando (1492–1495) | 11 ottobre 1492      | 16 dicembre 1495     | Carlo VIII di Francia Anna di Bretagna     | –                                               |                                                              |
| 12 |          | Carlo (1496)              | 8 settembre 1496     | 2 ottobre 1496       | Carlo VIII di Francia Anna di Bretagna     | –                                               |                                                              |
| 13 |          | Francesco (1497)          | luglio 1497          | luglio 1497          | Carlo VIII di Francia Anna di Bretagna     | –                                               |                                                              |

## Valois-Orléans
| Nº | Ritratto | Nome (nascita–morte) | Periodo come Delfino | Periodo come Delfino | Genitori                              | Consorte (Delfina) | Note |
| Nº | Ritratto | Nome (nascita–morte) | Inizio               | Fine                 | Genitori                              | Consorte (Delfina) | Note |
| -- | -------- | -------------------- | -------------------- | -------------------- | ------------------------------------- | ------------------ | ---- |
| 14 |          | NN (1508)            | 21 gennaio 1508      | 21 gennaio 1508      | Luigi XII di Francia Anna di Bretagna | –                  |      |
| 15 |          | NN (1512)            | 1512                 | 1512                 | Luigi XII di Francia Anna di Bretagna | –                  |      |

## Valois-Angoulême
| Nº | Ritratto | Nome (nascita–morte)  | Periodo come Delfino | Periodo come Delfino | Genitori                                  | Consorte (Delfina)              | Note                                                        |
| Nº | Ritratto | Nome (nascita–morte)  | Inizio               | Fine                 | Genitori                                  | Consorte (Delfina)              | Note                                                        |
| -- | -------- | --------------------- | -------------------- | -------------------- | ----------------------------------------- | ------------------------------- | ----------------------------------------------------------- |
| 16 |          | Francesco (1518–1536) | 28 febbraio 1518     | 10 agosto 1536       | Francesco I di Francia Claudia di Francia | –                               | Duca di Bretagna                                            |
| 17 |          | Enrico (1519–1559)    | 10 agosto 1536       | 31 marzo 1547        | Francesco I di Francia Claudia di Francia | Caterina de' Medici             | Duca di Bretagna; ascende al trono con il nome di Enrico II |
| 18 |          | Francesco (1544–1560) | 31 marzo 1547        | 10 luglio 1559       | Enrico II di Francia Caterina de' Medici  | Maria Stuarda, regina di Scozia | Re di Scozia; ascende al trono con il nome di Francesco II  |

## Borbone
| Nº | Ritratto | Nome (nascita–morte)                 | Periodo come Delfino | Periodo come Delfino | Genitori                                                 | Consorte (Delfina)                                                    | Note |
| Nº | Ritratto | Nome (nascita–morte)                 | Inizio               | Fine                 | Genitori                                                 | Consorte (Delfina)                                                    | Note |
| -- | -------- | ------------------------------------ | -------------------- | -------------------- | -------------------------------------------------------- | --------------------------------------------------------------------- | --- |
| 19 |          | Luigi (1601–1643)                    | 27 settembre 1601    | 14 maggio 1610       | Enrico IV di Francia Maria de' Medici                    | –                                                                     | Ascende al trono con il nome di Luigi XIII |
| 20 |          | Luigi (1638–1715)                    | 5 settembre 1638     | 14 maggio 1643       | Luigi XIII di Francia Anna d'Austria                     | –                                                                     | Ascende al trono con il nome di Luigi XIV |
| 21 |          | Luigi il Gran Delfino (1661–1711)    | 1º novembre 1661     | 14 aprile 1711       | Luigi XIV di Francia Maria Teresa di Spagna              | Maria Anna Vittoria di Baviera                                        | |
| 22 |          | Luigi il Piccolo Delfino (1682–1712) | 14 aprile 1711       | 18 febbraio 1712     | Luigi, il Gran Delfino Maria Anna Vittoria di Baviera    | Maria Adelaide di Savoia                                              | Duca di Borgogna |
| 23 |          | Luigi (1707–1712)                    | 18 febbraio 1712     | 8 marzo 1712         | Luigi, il Piccolo Delfino Maria Adelaide di Savoia       | –                                                                     | Duca di Bretagna |
| 24 |          | Luigi (1710–1774)                    | 8 marzo 1712         | 1º settembre 1715    | Luigi, il Piccolo Delfino Maria Adelaide di Savoia       | –                                                                     | Duca d'Angiò; ascende al trono con il nome di Luigi XV |
| 25 |          | Luigi Ferdinando (1729–1765)         | 4 settembre 1729     | 20 dicembre 1765     | Luigi XV di Francia Maria Leszczyńska                    | (1) Maria Teresa Raffaella di Spagna (2) Maria Giuseppina di Sassonia | |
| 26 |          | Luigi Augusto (1754–1793)            | 20 dicembre 1765     | 10 maggio 1774       | Luigi Ferdinando di Francia Maria Giuseppina di Sassonia | Maria Antonietta d'Austria                                            | Duca di Berry; ascende al trono con il nome di Luigi XVI |
| 27 |          | Luigi Giuseppe (1781–1789)           | 22 ottobre 1781      | 4 giugno 1789        | Luigi XVI di Francia Maria Antonietta d'Austria          | –                                                                     | |
| 28 |          | Luigi Carlo (1785–1795)              | 4 giugno 1789        | 14 settembre 1791    | Luigi XVI di Francia Maria Antonietta d'Austria          | –                                                                     | Duca di Normandia; la costituzione del 1791 rimpiazza il titolo di delfino con quello di principe reale; dopo l'uccisione di suo padre viene riconosciuto dai monarchici come re Luigi XVII |
| 29 |          | Luigi Antonio (1775–1844)            | 16 settembre 1824    | 2 agosto 1830        | Carlo X di Francia Maria Teresa di Savoia                | Maria Teresa Carlotta di Francia                                      | Duca d'Angoulême; nel 1830 rinuncia ai suoi diritti al trono |